# Bilanciamento del colore

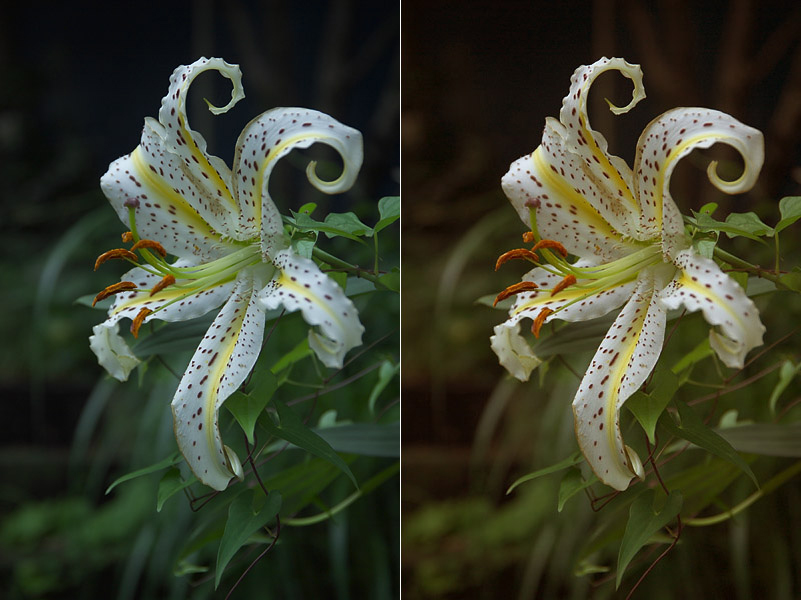
La metà di sinistra mostra la fotografia originale. La metà di destra mostra la stessa immagine corretta in modo che la resa del grigio neutro, con le stesse condizioni di luce, dia come risultato il grigio neutro.

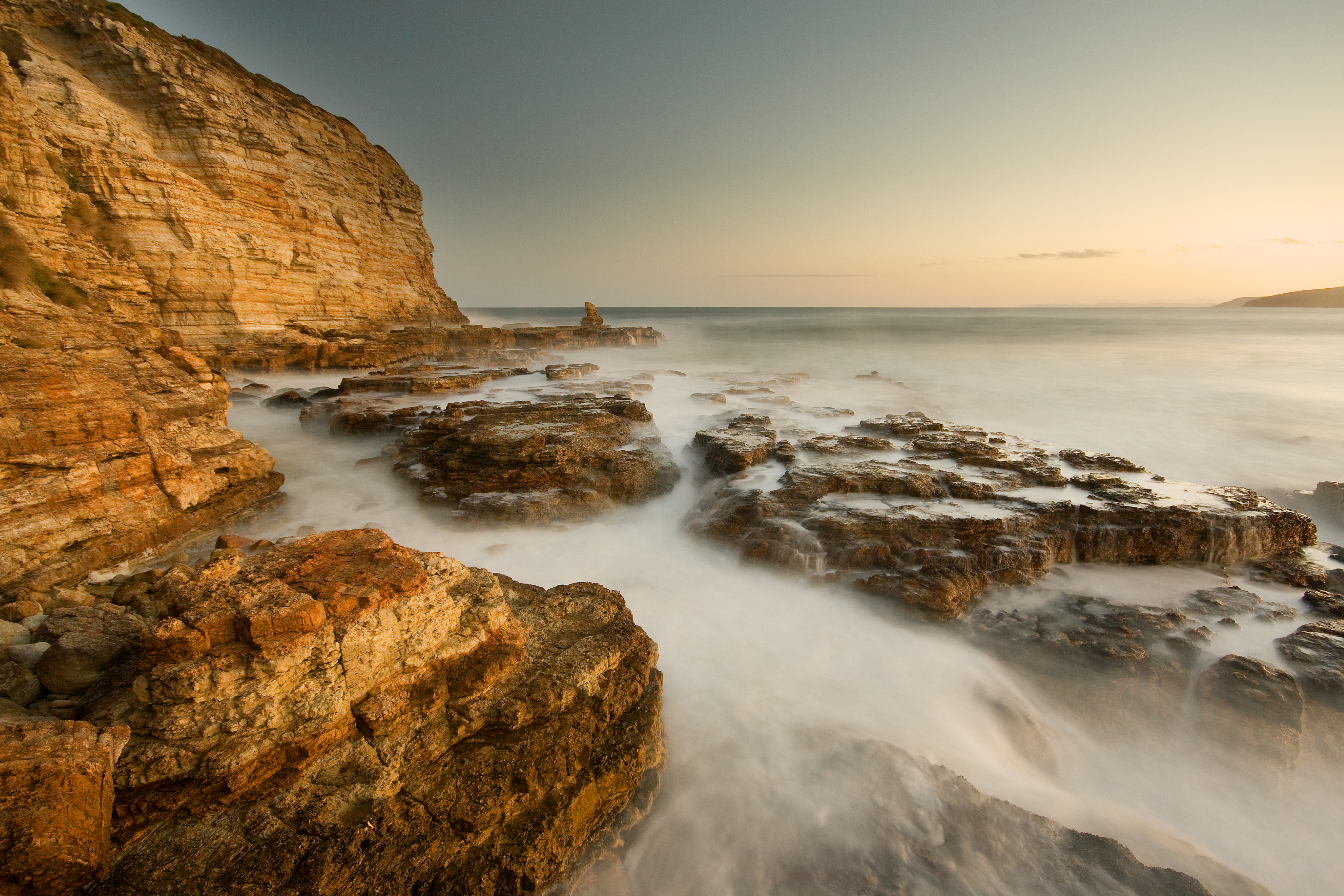
Fotografia di un paesaggio marino scattata a Clifton Beach, South Arm, Tasmania, Australia. Il bilanciamento del colore è stato spostato verso toni più caldi per ottenere un effetto creativo.

In fotografia e nell'elaborazione delle immagini, con bilanciamento del colore si intende la regolazione dell'intensità dei vari colori (solitamente rosso, verde e blu, i colori primari). L'obiettivo principale di questa regolazione è ottenere la rappresentazione corretta di un colore – solitamente uno dei colori neutri – per questo motivo di solito il metodo si chiama bilanciamento del grigio o bilanciamento del bianco. Il bilanciamento del colore cambia la miscelazione dei colori ed è utilizzata per la correzione dei colori; versioni generalizzate del bilanciamento dei colori sono utilizzate per rendere corretta e più piacevole la rappresentazione di colori non neutri.
I dati dell'immagine acquisiti dal sensore – che sia la pellicola fotografica o il sensore ottico elettronico – devono essere trasformati da quelli acquisiti originariamente a quelli adatti alla riproduzione a colori o ad essere visualizzati su un monitor. Alcuni aspetti del processo di acquisizione e visualizzazione rendono la correzione dei colori indispensabile – compreso il fatto che il sensore usato nell'acquisizione dell'immagine non collima con i sensori dell'occhio umano per cui le caratteristiche del dispositivo di visualizzazione devono essere tenute in conto come deve essere considerata anche la differenza fra l'ambiente in cui è avvenuta l'acquisizione e quello dove avviene la visualizzazione.
L'operazione di bilanciamento del colore nei programmi per il fotoritocco avviene operando direttamente sui valori dei canali rosso, verde e blu dei pixel senza considerare i modelli di rappresentazione e di riproduzione del colore. Utilizzando la pellicola, il bilanciamento si ottiene utilizzando dei filtri colorati posti sulla sorgente luminosa o sull'obiettivo della fotocamera.

## Generalizzazione del bilanciamento del colore
A volte si fa distinzione fra l'operazione di mantenere neutri i colori neutri chiamata bilanciamento del bianco e l'operazione chiamata bilanciamento del colore con la quale si cerca di avere lo stesso aspetto fra i colori originali della scena e quelli visualizzati. È particolarmente importante che i colori neutri (grigio, acromatico e bianco) in una scena appaiano neutri anche in fase di riproduzione. Per questo motivo il bilanciamento dei colori neutri (chiamato a volte bilanciamento del grigio o bilanciamento del neutro o ancora bilanciamento del bianco) è un aspetto importante – se non il più importante – del bilanciamento del colore.
Solitamente non bisognerebbe utilizzare l'espressione bilanciamento del colore per indicare le regolazioni necessarie ad ottenere una rappresentazione del colore coerente fra il sensore e l'occhio umano o le regolazione dei dispositivi di visualizzazione. L'espressione bilanciamento del colore è solitamente riservata per riferirsi alla correzione delle differenze nelle condizioni di illuminazione dell'ambiente. Ad ogni modo gli algoritmi per la trasformazione dei dati non fanno una chiara distinzione fra i vari elementi della correzione perciò può essere difficile assegnare il bilanciamento del colore ad un passo specifico nell'ambito del processo di correzione del colore. Esistono diversi obiettivi nell'ambito del bilanciamento del colore. Alcune applicazioni sono state create per ottenere una riproduzione accurata, in altre applicazioni l'obiettivo è quello di ottenere un risultato piacevole. Queste differenze possono causare difficoltà nella definizione delle operazioni di bilanciamento del colore.

## Stima dell'illuminante ed adattamento
Molte fotocamere digitali hanno la possibilità di selezionare una correzione dei colori basata sull'illuminazione della scena fornendo alcune scelte predefinite, mediante la regolazione automatica del bilanciamento del bianco o selezionando un valore personalizzato. Gli algoritmi che permettono questa analisi effettuano un bilanciamento del colore generalizzato come adattamento all'illuminazione o adattamento cromatico.
Esistono vari modi per ottenere il bilanciamento del colore: indicando alla fotocamera il tipo di illuminazione della scena che si sta per fotografare, acquisendo l'immagine di un apposito cartoncino di controllo grigio medio o di un altro oggetto di colore neutro. Quest'ultimo tipo di operazione cattura un'immagine dell'illuminazione dell'ambiente mediante la quale si può controllare il bilanciamento del colore.
Esiste una vasta letteratura sui metodi utilizzabili per stimare l'illuminante dell'ambiente a partire dai dati acquisiti dalla fotocamera e di come utilizzare la stima per modificare l'immagine. Sono stati proposti numerosi algoritmi e l'efficacia di uno o dell'altro è ancora materia di discussione. Alcuni esempi sono Retinex, una rete neurale artificiale o l'inferenza bayesiana.

## Bilanciamento del colore e colori cromatici
Bilanciare i colori di un'immagine altera non solo i colori neutri ma anche gli altri. Un'immagine il cui colore non è bilanciato si dice affetta da una dominante cromatica, come se ogni cosa nell'immagine apparisse con un colore tendente ad un altro. Si può pensare al bilanciamento del colore nei termini di rimuovere la dominante cromatica.
Il bilanciamento del colore è anche in relazione con la costanza del colore. Molte tecniche ed algoritmi utilizzati per ottenere la costanza del colore sono utilizzate anche nel bilanciamento del colore. La costanza del colore è a sua volta legata all'adattamento cromatico. Concettualmente il bilanciamento del colore si compone di due fasi: la prima consiste nel determinare l'illuminante sotto il quale è stata catturata l'immagine, la seconda consiste nello scalare le componenti (per esempio R, G e B) dell'immagine o comunque trasformare le componenti in modo da adattarle all'illuminante sotto il quale l'immagine viene vista.
Viggiano scoprì che il bilanciamento del bianco dell'RGB nativo della fotocamera causa un minore scostamento di colore (cioè una minore distorsione dei colori) rispetto ad un monitor RGB per oltre 4000 impostazioni ipotetiche di sensibilità della fotocamera. Questa differenza ammonta ad un fattore maggiore di due in favore dell'RGB della fotocamera. Questo significa che è vantaggioso ottenere il corretto bilanciamento del colore al momento della cattura dell'immagine rispetto a modificarla successivamente sul monitor. Se è necessario intervenire successivamente sul bilanciamento del colore, modificare il bilanciamento dell'immagine raw causa una distorsione dei colori cromatici minore che effettuando il bilanciamento sulle regolazioni RGB del monitor.

## Matematica del bilanciamento del colore
Il bilanciamento del colore di solito è effettuato su un'immagine a tre componenti (per esempio il modello di colore RGB) utilizzando una matrice 3×3. Questo tipo di trasformazione è appropriata se l'immagine è stata catturata utilizzando un'impostazione errata per il bilanciamento di colore su una fotocamera digitale od utilizzando un filtro colorato sbagliato.

### Scalare le componenti R, G e B del monitor
Per prima cosa si vuole scalare le luminanze relative di un'immagine in modo che gli oggetti che si assume siano di colore grigio neutro, appaiano tali. Se, per esempio una superficie con R=240 dovrebbe essere un oggetto bianco, e se il bianco corrisponde a 255, si può moltiplicare tutti i valori di rosso per 255/240. Operando analogamente per il verde ed il blu si otterrà, almeno in teoria, un'immagine con il colore bilanciato. Per questo tipo di trasformazione la matrice 3×3 è una matrice diagonale.
{\displaystyle \left[{\begin{array}{c}R\\G\\B\end{array}}\right]=\left[{\begin{array}{ccc}255/R'_{w}&0&0\\0&255/G'_{w}&0\\0&0&255/B'_{w}\end{array}}\right]\left[{\begin{array}{c}R'\\G'\\B'\end{array}}\right]}
dove {\displaystyle R}, {\displaystyle G} e {\displaystyle B} sono le componenti rosso, verde e blu di un pixel dell'immagine bilanciata; {\displaystyle R'}, {\displaystyle G'}e {\displaystyle B'} sono le componenti rosso, verde e blu dell'immagine prima del bilanciamento del colore, e {\displaystyle R'_{w}}, {\displaystyle G'_{w}}, and {\displaystyle B'_{w}} sono le componenti rosso, verde e blu di un pixel che deve apparire bianco dopo il bilanciamento del colore. Questa è una semplice scalatura dei canali rosso, verde e blu ed è per questo motivo che lo strumento di bilanciamento del colore in Photoshop e GIMP è dotato di un contagocce per il bianco. È stato dimostrato che effettuare il bilanciamento del bianco sull'insieme di fosfori considerato dall'sRGB tende a causare un errore maggiore sui colori cromatici anche se può rendere le superfici neutre perfettamente neutre.

### Scalare X, Y, Z
Se l'immagine può essere trasformata nello spazio dei colori CIE 1931, il bilanciamento del colore può essere attuato in questo ambito. Questa è stata denominata trasformazione "wrong von Kries" Ad ogni modo è stato dimostrato che questa trasformazione offre risultati più scadenti che il bilanciamento del monitor RGB, è menzionato perché è un tramite per ottenere altri risultati. Matematicamente il calcolo è questo:
{\displaystyle \left[{\begin{array}{c}X\\Y\\Z\end{array}}\right]=\left[{\begin{array}{ccc}X_{w}/X'_{w}&0&0\\0&Y_{w}/Y'_{w}&0\\0&0&Z_{w}/Z'_{w}\end{array}}\right]\left[{\begin{array}{c}X'\\Y'\\Z'\end{array}}\right]}
dove {\displaystyle X}, {\displaystyle Y}e {\displaystyle Z} sono le tre componenti bilanciate; {\displaystyle X_{w}}, {\displaystyle Y_{w}}e {\displaystyle Z_{w}} sono i componenti del valore dell'illuminante (il punto bianco con il quale dev'essere trasformata l'immagine); {\displaystyle X'_{w}}, {\displaystyle Y'_{w}}e {\displaystyle Z'_{w}} sono i valori di un oggetto che si reputa essere bianco nell'immagine non ancora bilanciata, e {\displaystyle X'}, {\displaystyle Y'}e {\displaystyle Z'} sono i valori di un pixel nell'immagine non ancora bilanciata. Se i valori dei colori primari del monitor sono posti in una matrice {\displaystyle \mathbf {P} } in questo modo:
{\displaystyle \left[{\begin{array}{c}X\\Y\\Z\end{array}}\right]=\mathbf {P} \left[{\begin{array}{c}L_{R}\\L_{G}\\L_{B}\end{array}}\right]}
dove {\displaystyle L_{R}}, {\displaystyle L_{G}}e {\displaystyle L_{B}} sono i colori non corretti del monitor RGB, si può utilizzare:
{\displaystyle \left[{\begin{array}{c}L_{R}\\L_{G}\\L_{B}\end{array}}\right]=\mathbf {P^{-1}} \left[{\begin{array}{ccc}X_{w}/X'_{w}&0&0\\0&Y_{w}/Y'_{w}&0\\0&0&Z_{w}/Z'_{w}\end{array}}\right]\mathbf {P} \left[{\begin{array}{c}L_{R'}\\L_{G'}\\L_{B'}\end{array}}\right]}

### Il metodo von Kries
Johannes von Kries, la cui teoria dei bastoncelli e dei coni sensibili ai tre colori che si trovano nella retina sopravvisse come spiegazione dominante della sensibilità ai colori per oltre cento anni, giustificò il metodo di conversione dei colori nello spazio colore LMS rappresentando l'effettivo stimolo per i coni sensibili alle onde lunghe medie e corte come adattantisi in maniera indipendente. Una matrice 3×3 converte l'RGB o l'XYZ in LMS e quindi i tre valori primari LMS sono scalati in modo da bilanciare il colore neutro; il colore può quindi essere convertito allo spazio dei colori voluto:
{\displaystyle \left[{\begin{array}{c}L\\M\\S\end{array}}\right]=\left[{\begin{array}{ccc}1/L'_{w}&0&0\\0&1/M'_{w}&0\\0&0&1/S'_{w}\end{array}}\right]\left[{\begin{array}{c}L'\\M'\\S'\end{array}}\right]}
dove {\displaystyle L}, {\displaystyle M}e {\displaystyle S} sono i colori LMS bilanciati; {\displaystyle L'_{w}}, {\displaystyle M'_{w}}, and {\displaystyle S'_{w}} sono i colori di un oggetto che dovrebbe essere bianco nell'immagine non ancora bilanciata, e {\displaystyle L'}, {\displaystyle M'}e {\displaystyle S'} sono i colori di un pixel nell'immagine non ancora bilanciata.
Le matrici per la conversione allo spazio dei colori LMS non sono state specificate da von Kries ma possono essere derivate dalle funzioni CIE per la corrispondenza dei colori e dalle funzioni LMS per la corrispondenza dei colori una volta che questi ultimi sono specificati; le matrici possono anche essere trovate nella letteratura di riferimento.

### Scalare l'RGB nella fotocamera
Utilizzando le misure di Viggiano ed il suo modello gaussiano di sensibilità spettrale della fotocamera, la maggior parte degli spazi RGB usati nelle fotocamere si comportano meglio dei monitor RGB o XYZ. Se i valori RGB dell'immagine raw prodotta dalla fotocamera sono noti, si può utilizzare la matrice diagonale 3×3:
{\displaystyle \left[{\begin{array}{c}R\\G\\B\end{array}}\right]=\left[{\begin{array}{ccc}255/R'_{w}&0&0\\0&255/G'_{w}&0\\0&0&255/B'_{w}\end{array}}\right]\left[{\begin{array}{c}R'\\G'\\B'\end{array}}\right]}
e convertire ad uno spazio colore RGB adatto all'uso successivo come l'sRGB o l'Adobe RGB dopo il bilanciamento.

### I migliori spazi di adattamento cromatico
Il confronto fra immagini bilanciate mediante trasformazioni diagonali in vari spazi RGB ha permesso di identificare spazi che funzionano meglio di altri e che sono migliori dello spazio dei colori della fotocamera o del monitor per l'adattamento cromatico in base a quanto è stato misurato mediante vari modelli di rappresentazione del colore; i sistemi che statisticamente permettono di ottenere i risultati migliori con la maggior parte delle immagini sono gli spazi "Sharp", "Bradford", "CMCCAT" e "ROMM".

### Adattamento dell'illuminante generale
La migliore matrice colore per l'adattamento al cambiamento di illuminante non è necessariamente la matrice diagonale in uno spazio del colore fisso. È noto da tempo che se lo spazio degli illuminanti può essere descritto con un modello lineare con N termini, la trasformazione di colore corretta sarà la somma pesata di N trasformazioni lineari fisse, non necessariamente diagonalizzabili.